# Área metropolitana de Milwaukee-Waukesha-West Allis
El área metropolitana de Milwaukee, Metro Milwaukee, Gran Milwaukee o Área Estadística Metropolitana de Milwaukee-Waukesha-West Allis, WI MSA como la denomina oficialmente la Oficina de Administración y Presupuesto, es un Área Estadística Metropolitana centrada en la ciudad de Milwaukee, abarcando parte del estados estadounidenses de Wisconsin. El área metropolitana tiene una población de 1.555.908 habitantes según el Censo de 2010, convirtiéndola en la 39.º área metropolitana más poblada de los Estados Unidos.

## Composición
La zona está compuesta por los siguientes condados junto con su población según los resultados del censo 2010:
- Milwaukee– 947.735 habitantes
- Ozaukee– 86.395 habitantes
- Washington– 131.887 habitantes
- Waukesha– 389.891 habitantes

## Área Estadística Metropolitana Combinada
El Área Estadística Metropolitana Combinada de Milwaukee-Racine-Waukesha, WI CSA está formada por el área metropolitana de Milwaukee junto con el Área Estadística Metropolitana de Racine, WI MSA; totalizando 1.751.316 habitantes en un área de 10.654 km².

## Principales comunidades del área metropolitana
Ciudad principal o núcleo:
- Milwaukee

Otras ciudades importantes:
- Waukesha

Otras comunidades con más de 10.000 habitantes:
| - Brookfield - Brown Deer - Burlington - Caledonia - Cedarburg - Cudahy - Franklin - Germantown - Glendale | - Grafton - Greendale - Greenfield - Hartford - Menomonee Falls - Mequon - Mount Pleasant - Muskego - New Berlin - Oak Creek | - Oconomowoc - Pewaukee - Port Washington - Richfield - Shorewood - South Milwaukee - Wauwatosa - West Allis - West Bend - Whitefish Bay |

Otras comunidades con menos de 10.000 habitantes:
| - Addison - Barton - Bayside - Belgium - Big Bend - Bohners Lake - Browns Lake - Butler - Chenequa - Delafield - Dousman - Dover - Eagle - Eagle Lake - Elm Grove - Elmwood Park | - Erin - Farmington - Fox Point - Franksville - Fredonia - Genesee - Hales Corners - Hartland - Jackson - Kewaskum - Lac La Belle - Lannon - Lisbon - Merton - Mukwonago | - Nashotah - Newburg - North Bay - North Prairie - Norway - Oconomowoc Lake - Okauchee Lake - Ottawa - Village of Pewaukee - Polk - Raymond - River Hills - Rochester - Saukville - Slinger - St. Francis - Sturtevant - Summit - Sussex - Thiensville - Town of Germantown - Trenton - Union Grove - Vernon - Wales - Waterford - Wayne - West Milwaukee - Wind Lake - Wind Point - Yorkville |

Lugares no incorporados:
- Allenton
- Colgate
- Genesee Depot
- Hubertus
- Kansasville
- Kohlsville
- Lake Church
- Lakefield
- Myra
- North Cape
- Rockfield
- Stone Bank
- Tess Corners
- Thompson
- Tichigan
- Ulao
- Waubeka